# Бедуляса
Бедуляса (рум. Băduleasa) — село у повіті Телеорман в Румунії. Входить до складу комуни Путінею.
Село розташоване на відстані 105 км на південний захід від Бухареста, 28 км на захід від Александрії, 103 км на південний схід від Крайови.

## Населення
За даними перепису населення 2002 року у селі проживали 1060 осіб, усі — румуни. Усі жителі села рідною мовою назвали румунську.